# Holocausto 2000
Holocausto 2000 es una coproducción italo-británica dirigida en 1977 por Alberto De Martino.

## Sinopsis
Robert Caine es un ingeniero que está teniendo éxito en la construcción de una planta nuclear de excepcional potencia, en un país del tercer Mundo. En este conoce a Sara, una periodista y ambos se enamoran. Cuando vuelve a Londres se encuentra en medio de una controversia, implicado de nuevo en la construcción de centrales nucleares.  Durante un ataque en una fiesta, su esposa Eva, vuelve a creer que el proyecto nuclear está muerto, pero él ha podido lograr su objetivo, a pesar de los dramáticos y extraños acontecimientos que siguen teniendo lugar: los ordenadores funcionan solos, Col Barbin, que hizo todo lo posible para impedir la construcción de la planta, es asesinado. Es en este áspero clima cuando Sara le dice a él que va a tener un bebé. Con el tiempo los opositores intentan que se le considere un lunático, e incluso su hijo Ángel está en su contra. Este después de declararlo incompetente, ocupa su lugar como Presidente de las empresas Caine con el fin de terminar la construcción de la planta que su padre decidió parar.